# Kaspar von Silenen
 (septembre 2010).
Si vous disposez d'ouvrages ou d'articles de référence ou si vous connaissez des sites web de qualité traitant du thème abordé ici, merci de compléter l'article en donnant les références utiles à sa vérifiabilité et en les liant à la section « Notes et références ».
Kaspar von Silenen, né vers 1467 dans le canton d'Uri et mort à Rimini le 5 août 1517, est un militaire suisse. Il fut le 1er commandant de la Garde suisse pontificale.

## Biographie
Le 21 juin 1505, le pape Jules II demanda à la Diète suisse de lui fournir un contingent de 200 mercenaires suisses afin d'assurer sa protection.
Kaspar von Silenen rentra à Rome le 22 janvier 1506, à la tête d'un premier contingent de 150 hallebardiers organisés en compagnies venant essentiellement des cantons de Lucerne et de Zurich. Ils avaient quitté la confédération le 5 septembre 1505, et avaient traversé le Col du Saint-Gothard à pied, en plein hiver.
Il meurt le 5 août 1517 à Rimini lors d'un combat entre l'armée papale et des troupes de mercenaires d'Allemagne et d’Espagne. Ses funérailles se déroulèrent à Rome.